# Christoph Dübener
Christoph Dübener (* 13. März 1987 in Lutherstadt Wittenberg) ist ein ehemaliger deutscher Handballspieler. Er spielte auf der Position Rückraum.

## Spielerlaufbahn
Im Alter von 16 Jahren kam er aus Oschatz ans Internat des Sportgymnasiums Schwerin, wo er zunächst als B-, dann als A-Jugendlicher spielte; mit dem SV Post Schwerin nahm er am Halbfinale der Deutschen Meisterschaft der A-Jugend teil. Der 1,96 Meter große linke Rückraumspieler war bis 2006 beim SV Post Schwerin aktiv.
Von September 2006 an stand er bei der HSG Augustdorf/Hövelhof unter Vertrag; mit diesem Verein spielte er in der 2. Bundesliga. Nach der Insolvenz der HSG Augustdorf/Hövelhof spielte er kurzzeitig beim TV Verl in der Oberliga, kam aber nach kurzer Zeit im August 2007 zur HSG zurück und blieb hier bis Juni 2008.
Dübener spielte anschließend drei Jahre beim HSV Insel Usedom in der Regionalliga Nordost, erhielt dort aber kein neues Angebot mehr und verließ den Verein nach der Spielzeit 2010/2011. Er war anschließend bis Dezember 2011 beim Mecklenburger HC in der Mecklenburg-Vorpommern-Liga aktiv und wechselte von dort direkt zum in der 3. Liga spielenden Stralsunder HV; er trug hier die Rückennummer 20. Im März 2012 gab der Stralsunder HV die Trennung von Christoph Dübener zum Saisonende bekannt; er wechselte zum HSV Insel Usedom, für den er bis zum Ende der Spielzeit 2018/2019 aktiv war.

## Privates
Christoph Dübener erlangte 2004 seinen Realschulabschluss und erlernte von 2006 bis 2008 bei eon Westfalen/Weser in Paderborn den Beruf eines Elektronikers für Betriebstechnik. 